# Crepidodera yahiroi
Crepidodera yahiroi es un coleóptero de la familia Chrysomelidae. Fue descrita científicamente en 2006 por Suzuki.